# The Days
《The Days》是由瑞典DJ兼唱片制作人艾维奇制作，英国歌手罗比·威廉斯主唱的歌曲，由布蘭登·夫洛爾、罗比·威廉斯、塞勒姆·法基尔、艾维奇和文森特·蓬塔雷作词作曲，艾维奇、法基尔和蓬塔雷制作完成。《The Days》在波士顿首次由法基尔演唱，于2014年10月3日全球发行并与《The Nights》共同收录在专辑《The Days / Nights EP》。原定于2014年11月23日在英国的发行计划被取消。

## 作曲
《The Days》采用C大调谱写，每分钟127拍。和弦结构基于流行朋克和弦。

## 录制
《The Days》最初由文森特·蓬塔雷和塞勒姆·法基尔共同创作，但歌曲本应由布兰登·夫洛尔和艾维奇共同创作并由夫洛尔演唱。然而，由于夫洛尔对录制效果不满，艾维奇请来了另一位歌手罗比·威廉斯进行演唱。

## 音乐视频
艾维奇的官方Vevo YouTube频道发布了一段官方歌词视频。在这段视频中，一位艺人（后被证实为INO）在白色的墙上用黑色颜料喷涂了《The Days》的歌词。在视频接近尾声时，一个平底镜头展示了由歌词组成的艾维奇肖像，随后这名艺人将彩色颜料泼洒在了墙壁上。
截至2020年7月，这段歌词视频浏览量已超过1.8亿次。

## 曲目列表
| 数字下载 | 数字下载 | 数字下载 |
| 曲序     | 曲目     | 时长     |
| -------- | -------- | -------- |
| 1.       | The Days | 4:38     |

| CD单曲   | CD单曲                   | CD单曲 |
| 曲序     | 曲目                     | 时长   |
| -------- | ------------------------ | ------ |
| 1.       | The Days（Radio Edit）   | 3:45   |
| 2.       | The Days（Original Mix） | 4:38   |
| 3.       | The Days（Extended Mix） | 5:51   |
| 总时长： | 总时长：                 | 14:14  |

## 制作人员
注名来自于CD单曲。
- 布蘭登·夫洛爾 – 歌词
- 塞勒姆·法基尔（英语：Salem Al Fakir） – 制作
- 提姆·柏格林 – 音乐，制作
- 文森特·蓬塔雷（英语：Vincent Pontare） – 制作
- 罗比·威廉斯 – 人声
- 斯图尔特·霍克斯 – 监制
- 阿拉什·普诺里 – 执行制作

## 榜单和认证
| 榜单（2014年-2015年）                        | 最高排名 |
| -------------------------------------------- | -------- |
| 澳大利亚（澳大利亚唱片业协会單曲榜）         | 10       |
| 澳大利亚（澳大利亚唱片业协会舞曲榜）         | 2        |
| 奥地利（Ö3四十强单曲榜）                     | 3        |
| 比利时佛兰德（Ultratip榜外單曲榜）           | 2        |
| 比利时佛兰德（Ultratop舞曲榜）               | 9        |
| 比利时瓦隆（Ultratip榜外單曲榜）             | 2        |
| 比利时瓦隆（Ultratop舞曲榜）                 | 11       |
| 巴西（《公告牌》百强榜）                     | 86       |
| 加拿大（Canadian Hot 100）                   | 80       |
| 捷克（電台百強單曲榜）                       | 17       |
| 捷克（百強數位單曲榜）                       | 1        |
| 丹麥（Hitlisten单曲榜）                      | 4        |
| 芬兰（芬蘭官方單曲榜）                       | 5        |
| 法国（法國唱片出版業公會單曲榜）             | 52       |
| 7                                            |          |
| 德国（德国电台榜）                           | 1        |
| 匈牙利（四十強舞曲榜）                       | 7        |
| 匈牙利（四十强电台榜）                       | 1        |
| 匈牙利（四十強單曲榜）                       | 4        |
| 愛爾蘭（愛爾蘭唱片音樂協會单曲榜）           | 27       |
| 以色列（媒体森林电台榜）                     | 2        |
| 意大利（意大利音乐产业联盟）                 | 10       |
| 日本（Japan Hot 100）                        | 22       |
| 荷兰（荷蘭四十強單曲榜）                     | 10       |
| 荷兰（百强单曲榜）                           | 16       |
| 新西兰（新西兰唱片音乐协会单曲榜）           | 28       |
| 挪威（世道單曲榜）                           | 2        |
| 波蘭（波蘭五十強舞曲榜）                     | 15       |
| 斯洛伐克（電台百強單曲榜）                   | 17       |
| 斯洛伐克（百強數位單曲榜）                   | 2        |
| 斯洛文尼亚（SloTop50）                       | 5        |
| 南非（非洲娛樂監測单曲榜）                   | 8        |
| 韩国（Gaon國際單曲榜）                       | 38       |
| 西班牙（西班牙音樂製作協會）                 | 26       |
| 瑞典（瑞典最熱榜）                           | 1        |
| 瑞士（瑞士热门音乐榜）                       | 8        |
| 英国（官方榜单公司单曲榜）                   | 82       |
| 美国（《告示牌》百大單曲榜）                 | 78       |
| 美國（《告示牌》Hot Dance/Electronic Songs） | 8        |

| 榜单（2014年）                    | 排名 |
| --------------------------------- | ---- |
| 德国（官方德国榜单）              | 88   |
| 匈牙利（四十强电台榜）            | 48   |
| 匈牙利（四十强单曲榜）            | 43   |
| 意大利（意大利音乐产业联盟）      | 100  |
| 荷兰（荷兰40强单曲榜）            | 56   |
| 荷兰（百强单曲榜）                | 74   |
| 瑞典（瑞典最热榜）                | 44   |
| 美国（《公告牌》舞曲/电音歌曲榜） | 55   |
| 榜单（2015年）                    | 排名 |
| 匈牙利（四十强舞曲榜）            | 36   |
| 匈牙利（四十强电台榜）            | 83   |
| 匈牙利（四十强单曲榜）            | 84   |
| 斯洛文尼亚（SloTop50）            | 25   |
| 美国（《公告牌》舞曲/电音歌曲榜） | 56   |

| 地區                                  | 认证 | 认证单位/销量 |
| ------------------------------------- | ---- | ------------- |
| 澳大利亚（澳大利亚唱片业协会）        | 白金 | 70,000^       |
| 德国（聯邦音樂產業協會）              | 金   | 200,000‡      |
| 意大利（意大利音乐产业联盟）          | 白金 | 30,000‡       |
| 瑞典（瑞典唱片業協會）                | 白金 | 40,000‡       |
| 流媒体                                |      |               |
| 丹麦（國際唱片業協會丹麥分會）        | 金   | 1,300,000^    |
| 西班牙（西班牙音樂製作協會）          | 金   | 4,000,000*    |
| *僅含認證的實際銷量 ^僅含認證的出貨量 |      |               |